# Titanic: Honor and Glory
Titanic: Honor and Glory ist ein Videospiel, das seit 2012 von Vintage Digital Revival entwickelt wird. Das Spiel soll die genaueste digitale Darstellung der Titanic werden sowie ein Modell der Stadt Southampton im Jahr 1912 abbilden. Das Spiel soll nicht nur unterhaltsam sein, sondern auch ein historisches Lehrmittel und ein Denkmal für all diejenigen sein, die ihr Leben in der Katastrophe verloren haben. Ein Veröffentlichungsdatum ist nicht bekannt.

## Gameplay
Die Geschichte des Spiels konzentriert sich auf den 23-jährigen Amerikaner Owen Robert Morgan. Nachdem er für einen internationalen Verbrecher gehalten wurde, geht er an Bord der Titanic, um dort die wahren Schuldigen zu finden. Sobald der Spieler an Bord des Schiffes ist, muss der Spieler bestimmte Aufgaben eines echten Crew-Mitgliedes ausführen und eine eigene Kabine sichern. Sobald die „Titanic“ den Eisberg erreicht, hat der Spieler zwei Stunden und 40 Minuten Zeit, um das Rätsel zu lösen.

## Handlung
Den Rahmen der Handlung bildet die Atlantikfahrt der Titanic sowie die damit verbundene Katastrophe im April 1912. Der fiktive 23-jährige Amerikaner Owen Robert Morgen befindet sich an Bord des Schiffs, weil er mit einem gesuchten Straftäter verwechselt wurde und nun versucht, den tatsächlichen Täter zu identifizieren, der sich ebenfalls an Bord befindet.
Historische Charaktere wie Kapitän Edward Smith, Thomas Andrews, J. Bruce Ismay, John Jacob Astor, Benjamin Guggenheim und andere sollen in die Handlung einbezogen sein.

## Entwicklung
Die Entwicklung des Spiels begann im November 2012, nach der Absage der Crysis-2-Mod „Titanic: Lost in the Darkness“. Am 25. Dezember 2012 wurde die erste Vorschau des Spiels veröffentlicht, die einen Flug durch das Große Treppenhaus zeigte. Zu dieser Zeit verwendete das Team CryEngine 3, um das Spiel zu entwickeln. Später hat das Team aber zur Entwicklung des Spiels auf die Unreal Engine 4 umgestellt. Am 7. März 2015 wurde die erste Vorschau des Spiels in Unreal Engine 4 auf YouTube hochgeladen. Es zeigte eine fast sinkende Animation des D-Deck-Empfangs nahezu in Echtzeit.
Am 7. April 2015 wurde eine spielbare Walk-Through-Demo veröffentlicht, die einige ausgewählte Bereiche des Schiffes einschließlich der D-Deck-Rezeption, der Scotland Road und des Türkischen Bades zeigte. Die Demo kann von der offiziellen Homepage heruntergeladen werden. Am 30. Juli 2015 wurde ein Podcast abgehalten, um über das Projekt zu informieren. Während des Podcasts wurden mehrere Vorschaubilder des aktuellen Zustands der Grand Staircase veröffentlicht. Am selben Tag wurden die offiziellen Foren gestartet. Am nächsten Tag wurden die Foren jedoch aus unbekannten Gründen aufgelöst. Ab dem 1. Januar 2016 waren die Foren noch nicht verfügbar. Im November 2015 unternahmen die Spieleproduzenten Thomas Lynskey und Matthew DeWinkeleer eine 11-tägige Forschungsreise nach England. Höhepunkte der Reise waren der Besuch des White Swan Hotel in Alnwick (England), das in dem Spiel dargestellt werden soll, und die Messung der Lounge der Olympic, die als Speisesaal des Hotels dient.
Am 14. April 2016 hat das Team ein Echtzeit-Animationsvideo hochgeladen, das den Untergang der Titanic auf ihren offiziellen YouTube-Kanal anlässlich des 104. Jahrestages der Tragödie zeigt. Am selben Abend fand ein Live-Podcast statt, bei dem die Teammitglieder das Video kommentierten, während sie und die Zuhörer es gemeinsam sahen. Das Video wurde auf vielen Nachrichten-Websites veröffentlicht. Am Ende des Monats hatte das Video fast 7 Millionen Aufrufe angesammelt. Das Video wurde von Historikern und der Öffentlichkeit gleichermaßen positiv aufgenommen. Ken Marschall schrieb eine Nachricht zu ihnen, die ausdrückte, dass, sogar als ein Künstler und Historiker, er eine frische Perspektive auf das gesunkene Schiff bekam, nachdem sie ihr Video während des Podcasts angeschaut hatten.
Einer der historischen Berater des Spiels, Bill Sauder, war auch Berater sowohl für das Computerspiel „Titanic: Adventure Out of Time“ (1996) als auch für den Film von 1997 Titanic, sowie ein Expertenpanelist im Fernsehspecial Titanic: Das letzte Wort mit James Cameron (National Geographic Channel) im Jahr 2012. Bei der Erforschung des Projekts würde das Team obskure Artefakte oder erhaltene Teile des Titanic-Schwesterschiffs „Olympic“ aufspüren, um richtige Nachbildungen sicherzustellen. Das Team hat im Laufe des Projekts mehrere Entdeckungen gemacht, die angekündigt und veröffentlicht wurden, einschließlich der Anordnung bestimmter Bereiche des Schiffes, der Farben der verschiedenen Gegenstände, der Reihenfolge, in der sich die Ereignisse in dieser Nacht abspielten und die Offenbarung eines anderen Designs in den Fenstern zwischen den Speise- und Empfangsräumen der Ersten Klasse.